# Cambridžský americký hřbitov a památník
Cambridžský americký hřbitov a památník je hřbitov a kaple mezi vesnicemi Coton a Madingley v Cambridgeshire v Anglii. Byl otevřen v roce 1956 a připomíná americké vojáky a ženy, kteří zemřeli ve druhé světové válce. Spravuje ho American Battle Monuments Commission.
Hřbitov pochází z roku 1943, kdy byl otevřen jako dočasný hřbitov na 30,5 akrech pozemků, které darovala univerzita v Cambridge. Po válce byl vybrán jako jediný stálý americký vojenský hřbitov druhé světové války na britských ostrovech a asi 42 % těch, kteří byli dočasně pohřbeni v Anglii a Severním Irsku během války, byli znovu pohřbeni na Cambridžském hřbitově. Byl otevřen 16. července 1956. Hřbitov obsahuje 3 809 náhrobků, pozůstatky 3 812 vojáků, včetně letců, kteří zemřeli nad Evropou, a námořníků ze severoatlantických konvojů. U zdi nezvěstných jsou čtyři sochy vojáků, zhotovené americkým umělcem Wheelerem Williamsem. Na zdi jsou jména 5 127 nezvěstných vojáků, z nichž většina zemřela v bitvě o Atlantik nebo ve strategickém bombardování severozápadní Evropy.
Vedle personálu amerických sil je zde také pohřbeno 18 příslušníků ozbrojených složek Commonwealthu, kteří byli americkými občany sloužícími hlavně v královském letectvu a pomocné letecké dopravě, kromě důstojníka královského kanadského letectva a dalšího z britských sborů, jejichž hroby jsou registrovány a udržovány Commonwealth War Graves Commission.
V květnu 2014 bylo otevřeno nové centrum pro návštěvníky.
Památník má délku 85 stop, šířku 30 stop a výšku 28 stop a je postaven z portlandského vápence; dveře z teaku jsou zdobeny reliéfními modely vojenské techniky druhé světové války. Památník je rozdělen na velkou muzejní místnost s malou kaplí na druhém konci dveří. Velká mapa na zdi ukazuje schematicky lety odlétané z východní Anglie spolu s konvoji přes severní Atlantik a další akce ve válce.